# Kamysjin
Kamysjin (russisk: Камышин, tr. Kamysjin) er hovedstaden i den oblasten Volgograd i Rusland. Kamysjin har 105.187 (2024) indbyggere.

## Geografi

### Klima
| Vejr for Kamysjin     | Vejr for Kamysjin | Vejr for Kamysjin | Vejr for Kamysjin | Vejr for Kamysjin | Vejr for Kamysjin | Vejr for Kamysjin | Vejr for Kamysjin | Vejr for Kamysjin | Vejr for Kamysjin | Vejr for Kamysjin | Vejr for Kamysjin | Vejr for Kamysjin | Vejr for Kamysjin |
|                       | Jan               | Feb               | Mar               | Apr               | Maj               | Jun               | Jul               | Aug               | Sep               | Okt               | Nov               | Dec               | År                |
| --------------------- | ----------------- | ----------------- | ----------------- | ----------------- | ----------------- | ----------------- | ----------------- | ----------------- | ----------------- | ----------------- | ----------------- | ----------------- | ----------------- |
| Gennemsnitlig maks °C | −5,4              | −5,1              | 1,6               | 14,1              | 21,8              | 27                | 29,5              | 27,7              | 20,7              | 11,5              | 2,4               | −3,2              | 11,9              |
| Gennemsnitlig °C      | −8,3              | −8,4              | −2                | 9,1               | 16,3              | 21,5              | 23,9              | 22,2              | 15,7              | 7,5               | −0,4              | −5,9              | 7,6               |
| Gennemsnitlig min °C  | −11,2             | −11,7             | −5,6              | 4,1               | 10,8              | 15,9              | 18,2              | 16,6              | 10,7              | 3,6               | −3,2              | −8,5              | 3,3               |
| Kilde: Камышин        |                   |                   |                   |                   |                   |                   |                   |                   |                   |                   |                   |                   |                   |